# NokScoot
NokScoot (thailändisch นกสกู๊ต) war eine thailändische Billigfluggesellschaft mit Sitz in Bangkok und Basis auf dem Flughafen Bangkok-Don Mueang.

## Geschichte
NokScoot wurde 2014 als Joint Venture von Nok Air und Scoot gegründet. Am 5. Mai 2015 nahm sie ihren Flugbetrieb auf. Am 26. Juni 2020 wurde durch den Aufsichtsrat entschieden, den Betrieb einzustellen und NokScoot zu liquidieren. Begründet wurde dies mit der aufgrund der COVID-19-Pandemie deutlich verschlechterten Situation der Fluggesellschaft.

## Flugziele
NokScoot bediente von Bangkok aus Ziele im Nordosten von China (Dalian, Nanjing, Qingdao, Shenyang, Tianjin) sowie Taiwan (Taipeh) und Indien (Delhi). Die Verbindungen nach Osaka, Tokio und Singapur wurden von Scoot durchgeführt.

## Flotte
Mit Stand März 2020 bestand die Flotte der NokScoot aus sieben Flugzeugen mit einem Durchschnittsalter von 18,1 Jahren:
| Flugzeugtyp      | Anzahl | bestellt | Anmerkungen | Sitzplätze |
| ---------------- | ------ | -------- | ----------- | ---------- |
| Boeing 777-200ER | 7      |          |             |            |
| Gesamt           | 7      | -        |             |            |